# Ecliptopera oblongata
Ecliptopera oblongata là một loài bướm đêm trong họ Geometridae.